# Anekdota (Erdély)
Anekdota Erdélyben (1918-1980). Anekdota görög jelentése 'kiadatlan', a középkor óta így nevezik a jelentős személyiségekhez vagy közismert eseményekhez fűződő, hitelesség igényével fellépő, jellemzőnek tartott, rövid, csattanós, többnyire tréfás történetet. Először többnyire szóbeli közlés útján terjedt, és csak később került lejegyzésre.
Az anekdota mint a meséhez hasonló vándorműfaj tudományos kutatásában jelentős eredményeket ért el György Lajos, aki négy évtizeden át foglalkozott múltjával, föltárta művelődéstörténeti szerepét és jelentőségét a magyar szépprózai műfajok kialakulásában és fejlődésében. Erdélyben számos anekdota hőse évtizedeken át Brassai Sámuel vagy Barcsay Domokos, a „bánffyhunyadi fejedelem”, de majdnem minden vidéki városnak megvolt a maga sokat emlegetett tréfás alakja vagy tréfacsinálója. Visszatérő műfaj az anekdota a naptárirodalomban, előfordul számos évkönyv és emlékkönyv lapjain.
1919-től 1980-ig a romániai magyar sajtóban több ezer anekdota látott napvilágot, az olvasók igényeinek megfelelően tálalva a főleg történelmi és társadalmi vonatkozású történeteket. Jelentős György Lajos Világjáró anekdoták c. gyűjteménye (Budapest, 1938); a múlt századi kiadványok tallózása nyomán adta ki 1939-ben Szatmáron kis történelmi anekdotagyűjteményét czófalvi Csia Albert (A régi jó időkből). Az Utunk I. évfolyamában Bánffy Miklós maga illusztrálta anekdota ciklusát.
Az anekdota az 1950-es években háttérbe szorult a határozott politikai célzatú, többnyire karikírozó viccel szemben, de később újra feléledt a lapok humor-rovatában. A műfaj felvirágzását a szaporodó anekdota-kiadványok jelezték. Rohonyi Zoltán Hermányi Dienes József Nagyenyedi Demokritusából készített új válogatást a Téka-sorozat számára (1971), ugyancsak itt jelent meg Szabó György filológiai igényességgel szerkesztett két gyűjteménye, az Antik anekdoták (1970) és a Középkori anekdoták (1976). György Lajos kéziratos hagyatékának terjedelmes magyar irodalmi anekdotagyűjteménye egyelőre kiadatlan, ugyanígy Duka János székely anekdotagyűjteménye.
Molter Károly Komor korunk derűje (1971) és Szász István Nyúl a telefonpóznán c. kötete (Kolozsvár, 1971) főleg hazai magyar irodalmi és sajtóéletünk közelmúltját elevenítette fel szellemes történeteiben.
Az újra gyökeret vert műfajnak a mulattatáson messze túlmenő közéleti funkcióját példázták az Utunk Évkönyv sorozat kortárs anekdotái, valamint Balogh Edgár 1978 folyamán a Rádióstúdió kolozsvári magyar adásaiban elhangzott s az Új Élet hasábjain Acéltükör mélye sorozatcím alatt közölt történetei.
Az anekdotizmus, az anekdota hatásának jelentkezése szépirodalmunkban kritikai viták tárgya. Szívesen élt vele Hunyady Sándor, Karácsony Benő, Nyírő József, majd Asztalos István, Sütő András, Szabó Gyula, az újabb nemzedékből Bálint Tibor.